# Horst Finner
Horst Finner (* 27. August 1932) ist ein ehemaliger deutscher Funktionär der DDR-Blockpartei DBD. Er war Vorsitzender des Bezirksvorstandes Neubrandenburg der DBD.

## Leben
Finner arbeitete zunächst als Landwirtschaftsgehilfe, qualifizierte sich später zum Staatlich geprüften Landwirt und erwarb den Abschluss als Diplomphilosoph. 
Im Jahr 1951 trat er der Demokratischen Bauernpartei Deutschlands (DBD) bei und war seitdem hauptamtlicher DBD-Funktionär. Er arbeitete als Kreissekretär in Neubrandenburg, Teterow und Templin. Von September 1959 bis März 1960 leistete er als Leiter der Arbeitsgruppe im MTS-Bereich Boddin im Kreis Teterow im Rahmen der Kollektivierung „Überzeugungsarbeit“ bei den noch selbständigen Einzelbauern zum Eintritt in die LPG.
Von Juni 1976 bis 1990 wirkte er als Vorsitzender des Bezirksvorstandes Neubrandenburg der DBD. Vom 20. Mai 1977 (X. Parteitag) bis 1990 gehörte er als Mitglied auch dem Parteivorstand der DBD an. Von Oktober 1976 bis 1990 war er zudem Abgeordneter und 1989/90 Präsident des Bezirkstages Neubrandenburg. Als stellvertretender Vorsitzender des DSF-Bezirksvorstandes Neubrandenburg wurde er am 13. Mai 1983 auf dem 12. Kongress der DSF zum Mitglied des Präsidiums des Zentralvorstandes der DSF gewählt. Diese Funktion hatte er bis zum 13. Kongress der DSF im Mai 1988 inne, wo er durch den DBD-Funktionär  Joachim Krebs abgelöst wurde.

## Auszeichnungen in der DDR
- Vaterländischer Verdienstorden in Bronze (1974)